# Calmeca
Calmeca är en ort i Mexiko.   Den ligger i kommunen Tepexco och delstaten Puebla, i den sydöstra delen av landet, 100 km sydost om huvudstaden Mexico City. Calmeca ligger 1 338 meter över havet och antalet invånare är 4 918.
Terrängen runt Calmeca är huvudsakligen kuperad, men åt nordost är den platt. Terrängen runt Calmeca sluttar söderut. Runt Calmeca är det ganska tätbefolkat, med 120 invånare per kvadratkilometer. Närmaste större samhälle är Izúcar de Matamoros, 18,5 km öster om Calmeca. Omgivningarna runt Calmeca är en mosaik av jordbruksmark och naturlig växtlighet.